# Anatella altaica
Anatella altaica är en tvåvingeart som beskrevs av Zaitzev 1989. Anatella altaica ingår i släktet Anatella och familjen svampmyggor. Inga underarter finns listade i Catalogue of Life.